# 군위여자중학교
군위여자중학교는 대구광역시 군위군 군위읍 정리 292-1에 있었던 공립 중학교이다.

## 연혁
- 1974년 1월 5일 - 군위여자중학교 설립인가
- 1974년 3월 1일 - 개교
- 2000년 2월 6일 - 학교 경영 실적 우수교 교육장 표창
- 2003년 2월 8일 - 학교 경영 우수상 수상
- 2005년 12월 8일 - 전국 100대 교육과정 우수교(2년 연속)
- 2007년 3월 1일 - 방과후 학교 시범학교 운영
- 2009년 3월 1일 - 군위중학교로 통합, 35년만에 폐교

## 같이 보기
- 군위여자고등학교